# Пасторал
Пасторал е музикална пиеса, вдъхновена от идеализирания семпъл живот и музика на пастирите. Това са бавни, лирични и емоционални творби.
Първите пасторали са ни известни от „Идилии“ на Теокрит, както и от Омир. Тогава са се изпълнявали песни и мелодии на прости духови инструменти, като пан-флейта. За пастирски песни споменава и Вергилий в „Еклоги“.
Пасторалният жанр бележи влияние в развитието на операта. Пасторалните поеми се превръщали в музика в изпълненията на италианските трубадури. Монодичните пасторални мадригали започнали за се изместват от модерните полифонични. На тази база впоследствие се развили кантатата и серенадата. Джовани Батиста Гуарини станал прочут със своите над 500 мадригала, които изпълнявал сам. Опери, като „Aminta“ на Тасо, „Dafne“ на Джакопо Пери и особено „L'Orfeo“ на Клаудио Монтеверди провокирали развитието на драматичния мадригал. 17 век бил много благодатна епоха за пасторалните образи в операта. Тази мода била разпространена както в Италия, така и в Англия и Франция. Пасторалът също така в Италия и Германия имал и своето инструментално развитие.
Пасторалът и пародиите на пасторала били важни елементи в музикалния живот на 18 и 19 век. Композитори като Георг Фридрих Хендел и Жан-Филип Рамо представяли пасторални опери. Лудвиг ван Бетовен избягва от обичайната си динамика в бавните ритми на Пасторалната си симфония. В операта на Романтизма пасторалът намира място в творбите да Рихард Вагнер и Джакомо Мейербер. През 20 век Морис Равел в „Дафне и Хлое“, Клод Дебюси в „Следобедът на един фавн“ и Игор Стравински в „Le sacre du printemps“ и „Les Noces“ вдъхват нови идеи в тази форма.